# Ceylon (Minnesota)
Ceylon ist eine City im Martin County des US-Bundesstaates Minnesota. Das U.S. Census Bureau hat bei der Volkszählung 2020 eine Einwohnerzahl von 303 ermittelt. Der Ort wurde um 1900 gegründet und ist bekannt als Geburtsort von Walter Mondale, dem 42. Vizepräsidenten der Vereinigten Staaten von Amerika.

## Geographie
Nach den Angaben des United States Census Bureau hat die City eine Fläche von 1,68 km², ausschließlich Landflächen.
Ceylon liegt östlich des Clear Lake in der Lake Belt Township und hat ein unregelmäßig zugeschnittenes, dennoch fast quadratisches Stadtgebiet an der Minnesota State Route 263 im 1. Kongresswahlbezirk Minnesotas. Das Gebiet liegt im nördlichen Teil des Einzugsgebietes des East Fork Des Moines River und entwässert somit zum Golf von Mexiko.

## Belege
1. ↑  Explore Census Data Ceylon city, Minnesota. Abgerufen am 30. Januar 2023.
2. ↑  US Gazetteer files 2010. United States Census Bureau, archiviert vom Original am 20. Februar 2011; abgerufen am 13. November 2012 (englisch).